# Maciej Lampe
Maciej Bolesław Lampe (Łódź, 5 de fevereiro de 1985), é um basquetebolista profissional polonês que atua como Ala-Pivô e Pivô pelo Shenzhen Leopards na Liga Chinesa e pela Seleção Polonesa.